# Flemming Oppfeldt
Flemming Oppfeldt (født 5. april 1956) er tidligere folketingsmedlem, redaktør og selvstændig erhvervsdrivende. 
Flemming Oppfeldt er født i Roskilde, søn af K.V. Oppfeldt og Britta Oppfeldt. Han tog realeksamen i 1973, og HF-eksamen fra Birkerød Statsskole i 1975.

## Politisk karriere

### Landspolitik
Flemming Oppfeldt var opstillet for Venstre i Næstvedkredsen 1986–99. Han blev indvalgt i Folketinget i Storstrøms Amtskreds ved Folketingsvalget i 1994, hvor han blev medlem af Folketingets socialudvalg, arbejdsmarkedsudvalg og boligudvalg. I slutningen af 1997 blev han udnævnt til arbejdsmarkedsordfører for Venstre.
Han opnåede ikke genvalg ved det efterfølgende valg i 1998, hvor han var opstillet i Lyngbykredsen. Ved Folketingsvalget i 2001 blev han atter valgt ind, denne gang i Københavns Amtskreds.
Flemming Oppfeldt gjorde sig i 2003 bemærket ved som den eneste fra Venstre at stemme for et forslag fra oppositionen vedr. homoseksuelles ret til adoption. Dette fik Landsforeningen for Bøsser og Lesbiske til at tildele ham prisen Årets Laks samme år. Prisen tildeles en person, der tør svømme mod strømmen. [kilde mangler]
Flemming Oppfeldt var landsformand for Europa 2000 indtil 20. oktober 2004. Samme år udtrådte han af Venstres folketingsgruppe og blev anholdt pga. anklager for seksuel omgang med mindreårig, se nedenfor.

### Kommunalpolitik
Flemming Oppfeldt var medlem af Farum Byråd 1986–2001, hvor han har siddet i næsten alle udvalg og været formand for socialudvalget, erhvervs- og beskæftigelsesudvalget, indvandrerudvalget, skole- og fritidshjemsudvalget samt sprogskolen. Han var borgmester i Farum Kommune i 1992–93, mens Peter Brixtofte var skatteminister. [kilde mangler]. 
Flemming Oppfeldt blev februar 2013 medlem af bestyrelsen for Venstre i Furesø Kommune, og han er opstillet til kommunalvalget i november 2013 som nr. 8 på Venstres liste i kommunen.

### Partipolitik
Flemming Oppfeldt var medlem og amtsformand for Venstres Ungdom i 1972, næstformand i 1978 og landsformand i 1980–83. Han var medlem af Venstres hovedbestyrelse 1978-83, næstformand for DUF 1983–85 og formand for DUIU 1983-85.

## Erhvervskarriere
Redaktør, stiftede Farum Nyt 1976 samt Værløse Nyt og Allerød Tirsdag 1990. Fusionerede virksomhederne til Furesøens Mediecenter A/S, som i dag udgiver Farum Avis, Værløse Nyt og Birkerød Avis. Etablerede 1981 det lille kommunikationsværksted Ansats Reklame. Etablerede detailbutikken Alverdens Vine, Farum Bytorv 1995 og Alverdens Vine, Birkerød Hovedgade samt vingrossistvirksomheden Niche Vine i/s 1999. [kilde mangler]

## Priser
Landsforeningen for Bøsser og Lesbiske tildelte ham i 2003 prisen som Årets laks, efter at han som den eneste fra Venstre stemte for et forslag fra oppositionen vedr. homoseksuelles ret til adoption.

## Straffesag
Den 20. oktober 2004 blev Flemming Oppfeldt anklaget for at have haft seksuel omgang med en mindreårig dreng. Han udtrådte af Venstres folketingsgruppe, og Folketinget vedtog samme dag at ophæve hans parlamentariske immunitet, hvorefter han blev anholdt og senere varetægtsfængslet i 30 dage. Flemming Oppfeldt nægtede sig skyldig i anklagerne mod ham.
Pressen viste stor opmærksomhed i sagen, som efterhånden voksede til syv anklagepunkter. Anklageren, som krævede halvandet års fængsel, lagde vægt på at Oppfeldt havde chattet med mange unge mænd på internettet. Der blev blandt andet rejst anklage for at have "forført" tre unge mænd på 15-17 år efter straffelovens uhyre sjældent brugte forførelsesparagraf, § 223 stk. 2.
Den 7. oktober 2005 blev han af en enig domsmandsret idømt en betinget dom på 4 måneders fængsel. Han blev frikendt for de seks punkter, men kendt skyldig i at have haft seksuel omgang med den 13-årige dreng. Retten lagde vægt på, at Oppfeldt var i god tro, idet drengen flere gange havde sagt, at han var 15 år, men dommeren mente alligevel at "Oppfeldt burde jo lige have tænkt sig om. Og det må koste noget".

## Ekstern kilde/henvisning
- Arkiveret CV på Folketinget.dk Dato: 24. juli 2003.